# ジェイアールバス東北福島支店

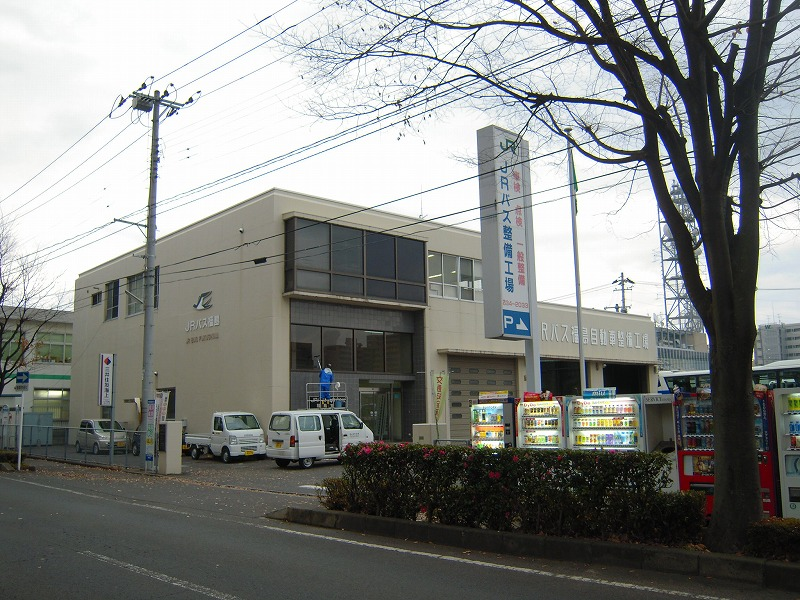
ジェイアールバス東北福島支店

ジェイアールバス東北福島支店（ジェイアールバスとうほくふくしましてん）は、福島県福島市にあるジェイアールバス東北の営業所である。

## 福島支店

### 所在地
〒960-8068 福島県福島市太田町3番11号
北緯37度45分02.8秒 東経140度27分32.8秒 / 北緯37.750778度 東経140.459111度座標: 北緯37度45分02.8秒 東経140度27分32.8秒 / 北緯37.750778度 東経140.459111度

### 沿革
- 1938年（昭和13年）6月20日 - 仙台鉄道局福島自動車区開設。
- 1950年（昭和25年）4月1日 - 国鉄自動車局東北地方自動車事務所開設に伴い、同事務所の管轄となる。
- 1968年（昭和43年）2月1日 - 東北地方自動車部福島自動車営業所となる。
- 1987年（昭和62年）4月1日 - 東日本旅客鉄道東北自動車部（JR東日本バス）福島自動車営業所となる。
- 1988年（昭和63年）4月1日 - ジェイアールバス東北福島営業所となる。
- 1990年（平成2年）2月20日 - 支店制度を導入に伴い、福島支店となる。
- 2001年（平成13年）4月1日 - JRバス福島駅きっぷ売場廃止。福島駅東口での発売業務は福島交通に委託。
- 2004年（平成16年）4月1日 - 福浪線（問屋町 - 浪江間）廃止。
- 2005年（平成17年）3月31日 - この日の運行をもって、鉄道代替バスとして運行していた川俣線を廃止（翌日から自治体バスによる運行）。
- 2008年（平成20年）4月1日 - 福浪線（南小学校 - 問屋町間）廃止。
- 2010年（平成22年）4月1日 - 船福線廃止。
- 2017年（平成29年）4月1日 - 福浪線の大清水経由（日和田 - 南小学校 - 川俣高校前）を廃止。
- 2023年（令和5年）4月25日 - 燃料電池バス（SORA：トヨタ自動車製）を福浪線（福島駅東口 - 川俣高校前間）にて運行開始[1][2]。

### 所管路線

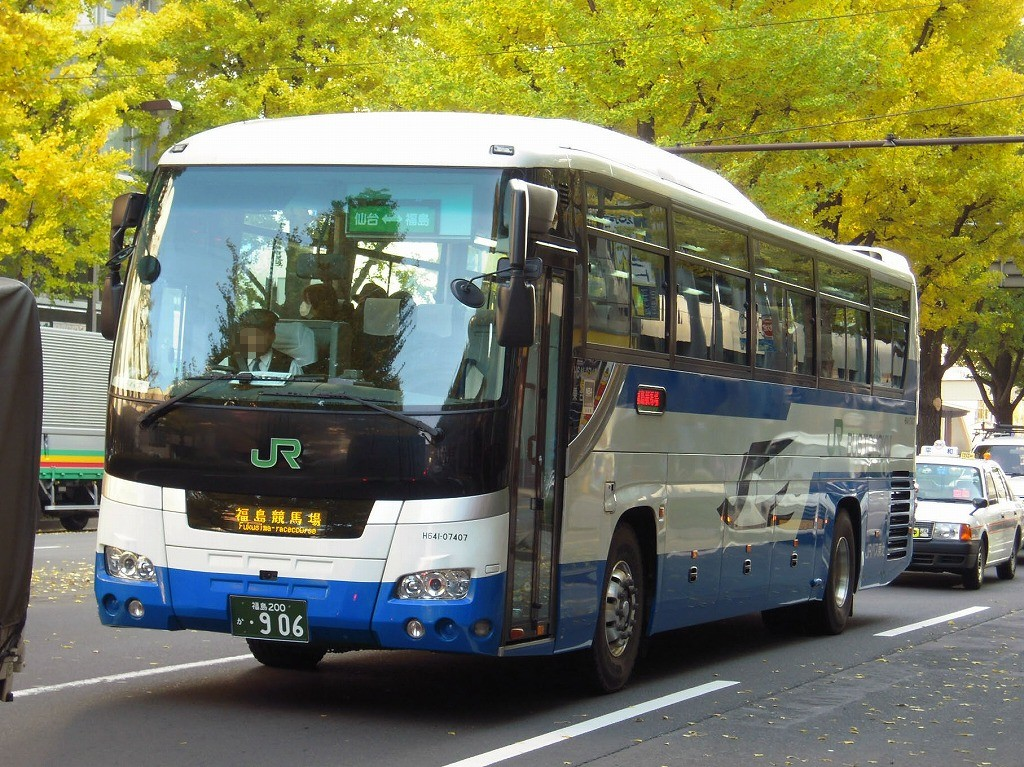
仙台 - 福島線に運用される福島支店所属車両

現在、路線バス1路線、高速バス4路線を運行している（そのうち1路線は乗務員のみ担当）。

#### 高速バス路線
- あぶくま号
- 仙台 - 福島線
- 仙台 - 米沢線（車両は仙台支店。乗務員行路を盛岡支店より移管）
- ドリーム福島・東京号

#### 福浪線

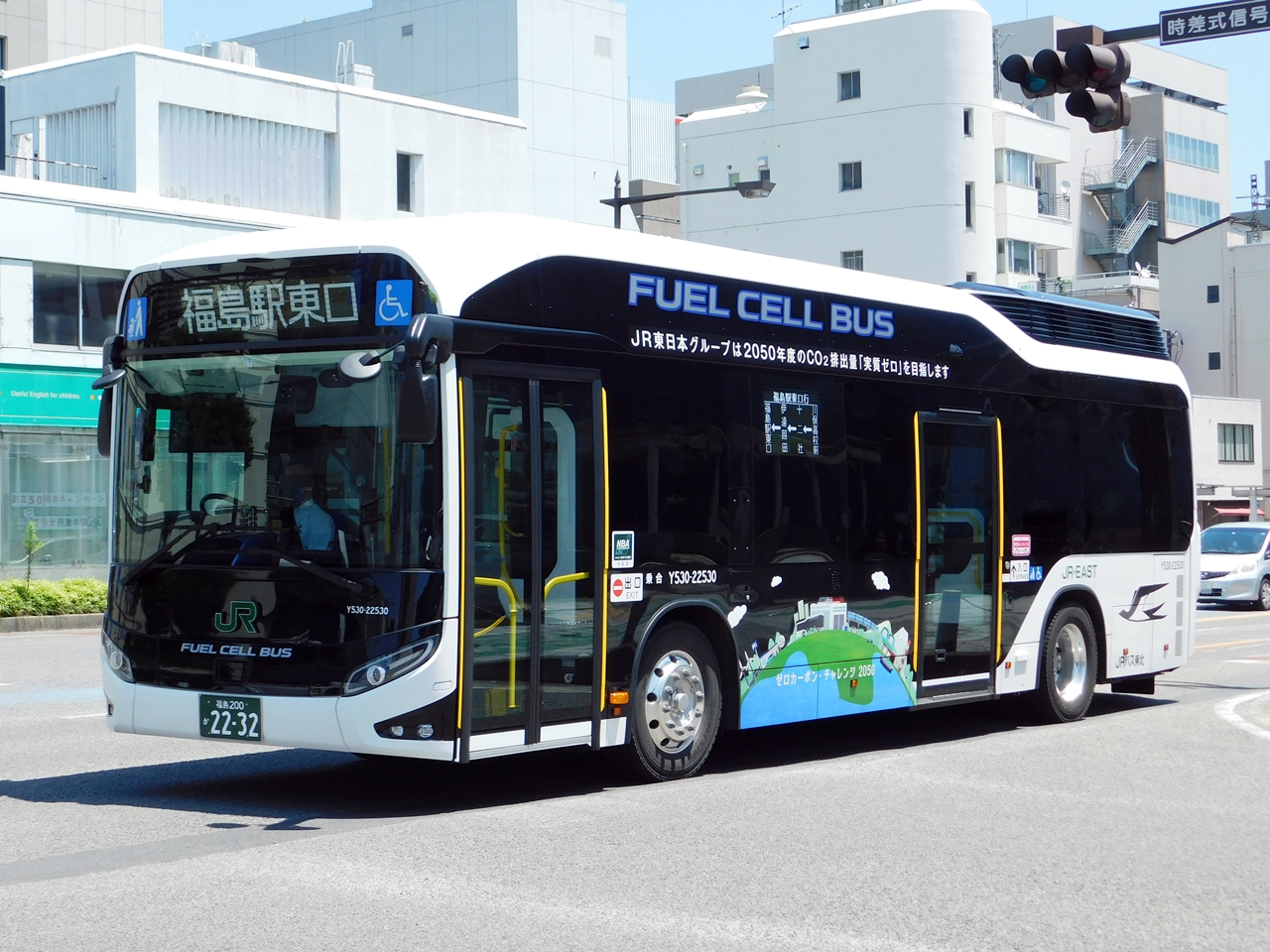
福島 - 川俣線に運用される燃料電池バス

- 福島駅東口 - 渡利中山 - 柴切田 - 十二社 - 川俣役場前 - 川俣高校前
- 舟場町 - 渡利舟場 - 天神渡

改正鉄道敷設法別表に規定された「福島県川俣ヨリ浪江ニ至ル鉄道」の鉄道先行路線として1938年（昭和13年）6月20日に開業した国鉄バス路線である。
1985年当時の当路線は以下のとおりであった。
- 福浪線
  - 福浪本線
    - 福島 - 浪江
    - 川俣鉄砲町 - 川俣高校前
    - 浪江上町 - 両竹
    - 浪江 - 南幾世橋

  - 大堀線
    - 浪江 - 磐城大堀 - 浪江

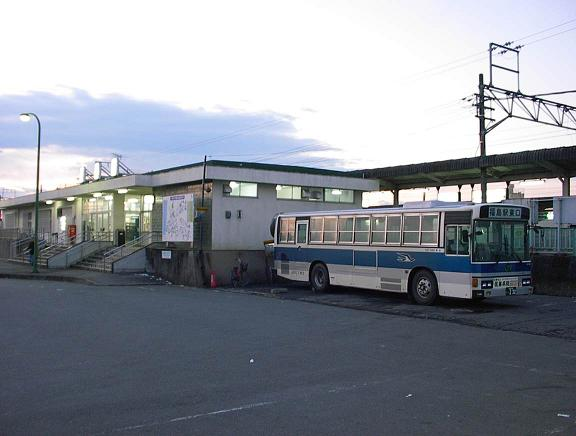
（2004年2月）浪江駅にて

民営化後も大きな動きはなく、長い間福島駅と浪江駅を結んでいたが、過疎化とモータリゼーションの進展に伴う利用客数の減少とバス事業の規制緩和などによる影響で、2004年3月末をもって浪江駅と問屋前の間が廃止された。その後、廃止区間は、浪江町による町営バスで代替された。その後、2007年6月には問屋前と南小学校 (11.7km) の間から撤退する旨が福島県の生活交通地域協議会に示され、2008年3月31日の運行をもって同区間も廃止された。2017年4月1日には大清水経由（平日朝上り1本のみ運行）が廃止された。
福島駅東口から川俣高校前までは、以前は福島交通便もあり、共通乗車券・定期券も発売されていたが、2006年9月末で福交便は廃止となった。一部はJR便に振り替えられたが、同区間の運賃は800円から990円に値上げされた。
2008年4月以降、川俣高校前 - 川俣鉄砲町 - 山木屋水境間が川俣町営バス（絹の里ふれあい号）、山木屋水境 - 浪江駅間が浪江町営バスによって代替運行されたが、2015年6月現在は運行休止中である。なお、あわせて接続地点が問屋前から、町界のやや川俣町寄りにある山木屋水境に変更された。
2020年春から放送開始されたNHK連続テレビ小説『エール』主人公・古関裕而の若き頃過ごしたゆかりの地である福島市・川俣町をJRバスで巡る一日乗り放題の企画乗車券「エール・フリーパス」を2020年10月11日まで販売していた。。

#### 廃止路線
- 船福線

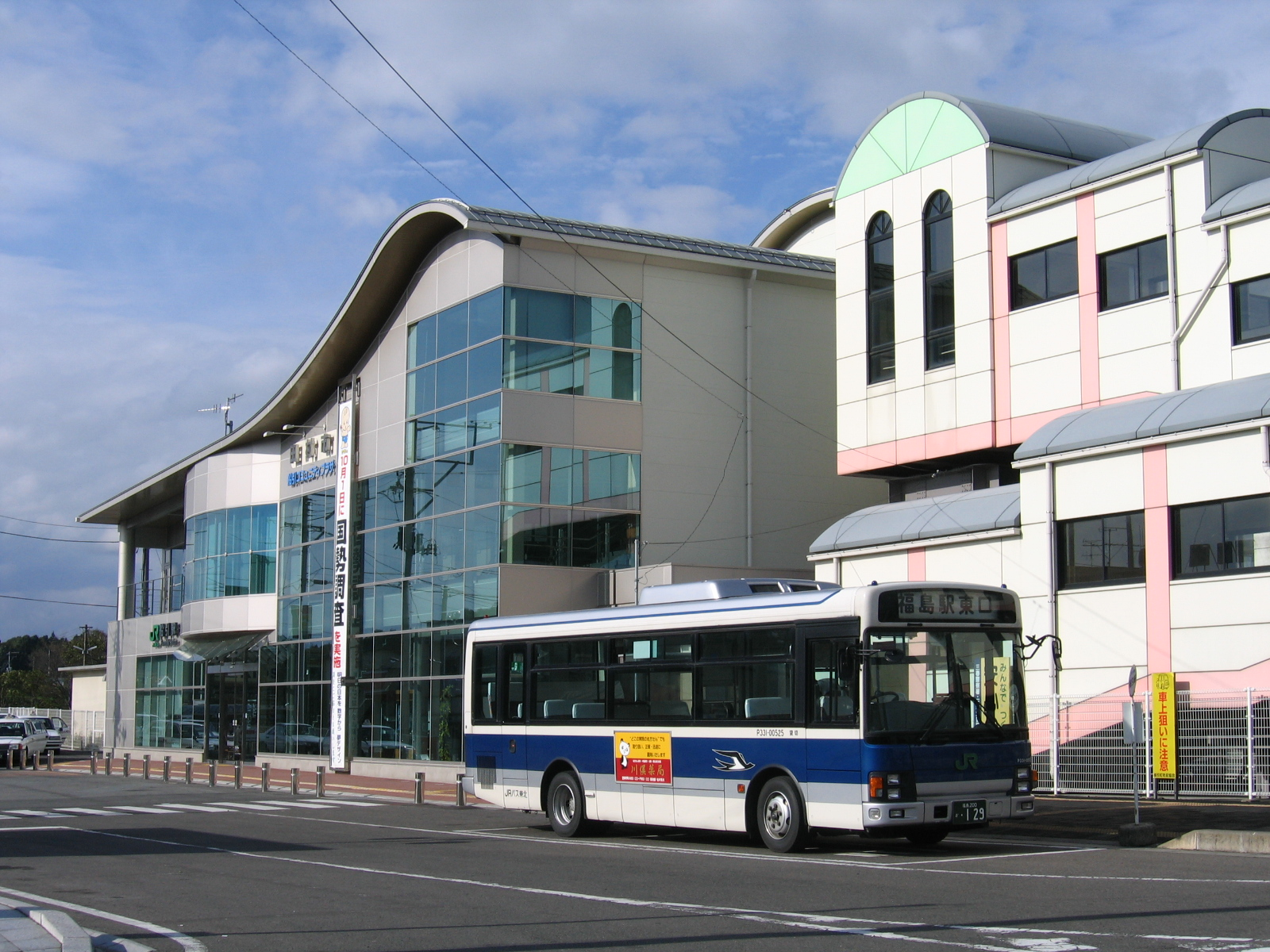
（2005年10月）船引駅にて

  - 福島駅東口 - 飯野町 - 針道 - 下田 - 船引駅

1954年（昭和29年）12月28日より国鉄バスとして運行を開始し、1984年（昭和59年）の国鉄改革に伴う合理化の対象となったが、生活路線のため沿線自治体より設立されたJRバス船福線沿線市町協議会が運行主体となり、JRバス東北に貸切運行を委託した路線（廃止代替バス）である。協議会の構成員は福島市・二本松市・田村市となっていた。
路線は二本松方面からの東西に伸びる福島交通バス路線を南北に縫うよう走り、高槻から杉沢大杉まではフリー乗降区間となっていた。終点の船引駅では、駅敷地内に専用の駐車スペースが設けられ、バス車両は折り返しまでの間そこで待機していた。
上記協議会にて2010年（平成22年）3月末をもって廃止することが決定され、JRバスは同年3月31日をもって運行を終了。福島市内区間の福島駅東口 - 飯野町については、翌4月1日より福島交通の代替バス路線（福島交通飯野町線）が新設されたが、渡利バイパス経由になるなど、船福線とは一部異なる経路となっている。
- 福島 - 仙台空港線（高速バス）
  - 福島駅東口 - 仙台空港

2003年12月1日に開設され、福島交通、宮城交通との3社共同で運行していた。運賃は片道1,500円で所要時間はおよそ1時間半、1日6往復のダイヤが組まれていた。しかし、1便あたりの平均利用客は3名程度と採算ラインを大きく割り込み、開設からわずか7か月の2004年6月30日で廃止となった。

#### 運行撤退路線
- ドリーム盛岡 (らくちん) 号 - 乗務員のみ担当。福島西IC乗継ぎのワンマン運行。
  - 末期は福島西IC以南のみ担当。盛岡 - 福島西ICは盛岡支店との間で数年間隔で持ち替えを行っている。
  - 2021年6月21日より、新型コロナウィルスによる移動需要の減少に伴い、ドリーム青森・東京号と路線統合を行い「ドリーム青森／盛岡・東京号」となったことに伴い、運行より撤退。（現在は車両および青森 - 仙台の乗務員を青森支店、仙台 - 東京を盛岡支店にて担当）
- 仙台 - 古川線 - 乗務員のみ（2020年10月1日 - 2022年3月31日）

## 川俣車庫

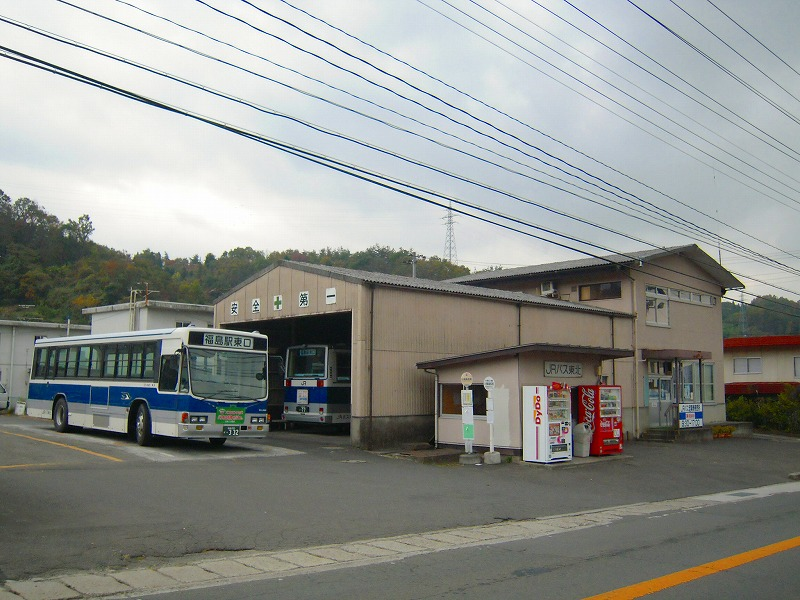
JRバス東北川俣車庫（2009年10月撮影）

川俣車庫常駐の車両・乗務員はなく、支所庁舎も取り壊され、現在は駐車場と乗務員宿泊所のみとなっている。また、駐車場部分にセブン-イレブン川俣八反田店がオープンした。

### 所在地
〒960-1401 福島県伊達郡川俣町飯坂字八反田4番地
北緯37度40分03.6秒 東経140度37分07.5秒 / 北緯37.667667度 東経140.618750度
- 停留所名は「川俣高校前（かわまたこうこうまえ）」である。

### 沿革
- 19xx年 - 福島自動車営業所川俣支所として開設。
- 1972年（昭和47年）5月14日 - 国鉄（鉄道）川俣線廃止に伴い、（バス）川俣線（松川駅 - 川俣間）の運行を開始。
- 1993年（平成5年）9月4日 - JRバス川俣町駅・飯野町駅廃止。
- 2003年（平成15年）4月1日 - 福島支店川俣車庫に格下げ。
- 2005年（平成17年）3月23日 - 福島交通川俣出張所の回数券・定期券販売廃止に伴い、窓口での福島交通定期券・回数券の発券を受託。
- 2005年（平成17年）3月31日 - 川俣線廃止。
- 2010年（平成22年）10月30日 - この日をもって窓口営業を終了。乗車券・定期券の販売は同年11月2日より福島交通川俣出張所での取り扱いとなる[5]。

#### 廃止路線
- 松川駅 - 飯野町 - 川俣高校前当時の車両

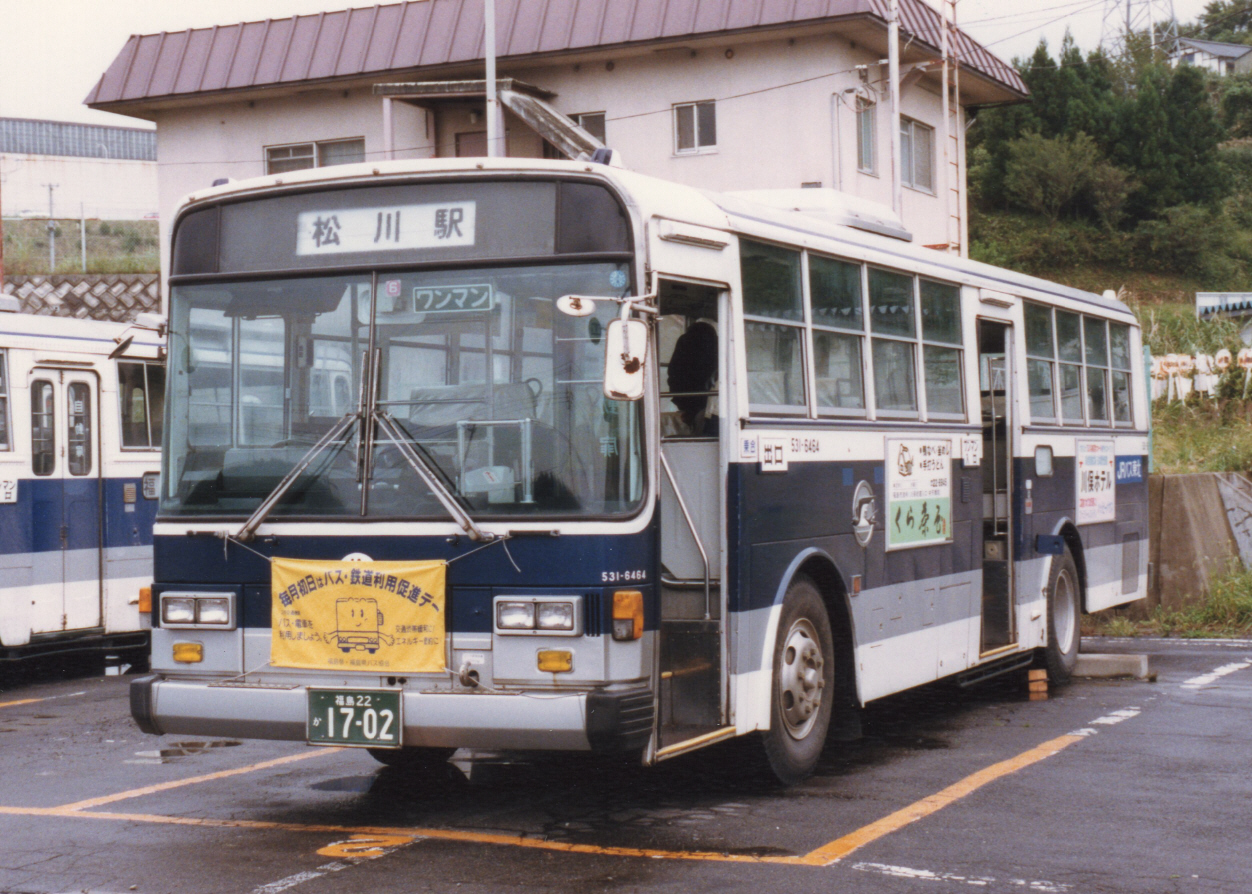
当時の車両

国鉄川俣線の廃止に伴う代替運行のバス路線。詳細は川俣線を参照。

### 設備
- 駐車場
- 乗務員宿泊所
- 待合室

## その他
- 福島県内にはジェイアールバス関東白河支店（旧ジェイアールバス関東東北道統括支店）、ジェイアールバス関東いわき支店（旧ジェイアールバス関東いわき高速支店）もあり、全国で唯一の2社のJRバスが拠点を設置している県となっている（2社共福島県バス協会に加盟）。ただし、車両配置がない営業所を含めれば、静岡県も該当する。